# 고구려 미술

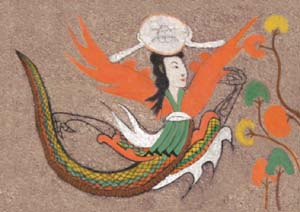
고구려 왕릉의 달의 여신을 그린 모습

고구려 미술은 기원전 37년부터 668년에 이르며 오늘날 중국와 한국의 많은 지역을 차지하였던 고대 왕국 고구려의 미술이다. 이에 따른 양식에서 흐르는 선과 강렬한 빛깔이 인상적이다.

## 건축
분묘를 제외하고 현존하는 고구려의 건축물은 거의 없다. 다만 쌍영총의 벽화장식을 통해서 당시의 호화를 극했던 건축의 면모를 엿볼 수 있을 뿐인데, 현실 입구의 팔각쌍주(八角雙柱), 천장의 구조 및 그림으로 표현된 네 귀퉁이의 기둥, 기둥 위의 두공(枓拱)·마고·동량(棟樑) 등은 고구려 특권층의 가옥양식을 그대로 드러낸다. 건축의 부수물로서 발견되는 고구려의 와당(瓦當)은 대개 불교와 관계되는 연판(蓮瓣) 계통이 많다. 고구려 와당은 붉은 기운을 띤 것이 대부분이고 무늬는 연화문(蓮花紋)·인동문(忍冬紋)·귀면문(鬼面紋)·와문(渦紋) 등인데 선이 예리하고 음양이 명료한 것이 특색이다.

## 같이 보기
- 한국의 미술
- 한국화
- 삼국 시대

## 참조
- 이 문서에는 다음커뮤니케이션(현 카카오)에서 GFDL 또는 CC-SA 라이선스로 배포한 글로벌 세계대백과사전의 "한국미술/한국미술의 흐름/고구려의 미술/고구려의 건축" 항목을 기초로 작성된 글이 포함되어 있습니다.